# Eupatoria
Eupatoria (ukr. Євпаторія –  Jewpatorija, krymskotat. Kezlev (Gezlev), ros. Евпатория – Jewpatorija, gr. Ευπατορία, Κερκινίτις, Κερκινίτιδα – Efpatoria, Kerkinitis, Kerkinitida, dawniej po polsku Kozłów, orm. Եվպատորիա – Jewpatoria) – miasto ukraińskie na Krymie, od 2014 okupowane przez Rosję, port nad Morzem Czarnym. Około 107 tys. mieszkańców (2014).
Jest dużym ośrodkiem turystycznym i uzdrowiskowym posiadającym rozwiniętą bazę hotelową. Rocznie miasto odwiedzało ponad 0,5 mln turystów (2001). O turystycznej atrakcyjności Eupatorii decydują jedne z nielicznych na Krymie plaże piaszczyste (Nowa Plaża na wschodzie i Czajka w Zaoziernoje kilka km na zachód od miasta), a także największa na półwyspie liczba słonecznych dni i wyjątkowo mała liczba dni deszczowych w sezonie. Oprócz tego w bezpośrednim sąsiedztwie miejscowości (osiedle Zaozerne na zachodzie oraz tereny wzdłuż drogi do Saki na wschodzie) występują wody mineralne i złoża błota o własnościach leczniczych.

## Historia

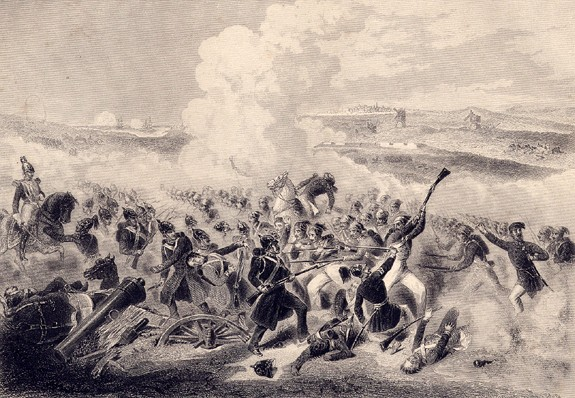
Bitwa pod Eupatorią

Eupatoria liczy sobie około 2500 lat. Powstała jako kolonia grecka o nazwie Kerkinityda. Następnie, kolejno we władzy Rzymian i Bizancjum.
Po zdobyciu przez Turków w 1471 roku otrzymała nazwę Gözleve (Gezlev). Po 1485 część Chanatu Krymskiego. Po przyłączeniu Krymu do Rosji w 1783 r. miasto otrzymało dzisiejszą nazwę Eupatoria. W 1855 w trakcie wojny krymskiej w okolicach miasta doszło do bitwy, w której połączone siły turecko-francusko-brytyjskie odniosły zwycięstwo nad wojskami rosyjskimi.
Od 1954 roku w Ukraińskiej SRR, od 1991 roku – w niepodległej Ukrainie na terenie Autonomicznej Republiki Krym, w której językiem autonomii jest język rosyjski.
W mieście dnia 24 grudnia 2008 roku doszło do wybuchu gazu w którym zginęło 27 osób, a 21 zostało rannych.
W 2010 roku został wybudowany kościół katolicki pw. św. Marcina.
W 2014 anektowana przez Rosję.

Widoki Eupatorii na pocz. XX w.:
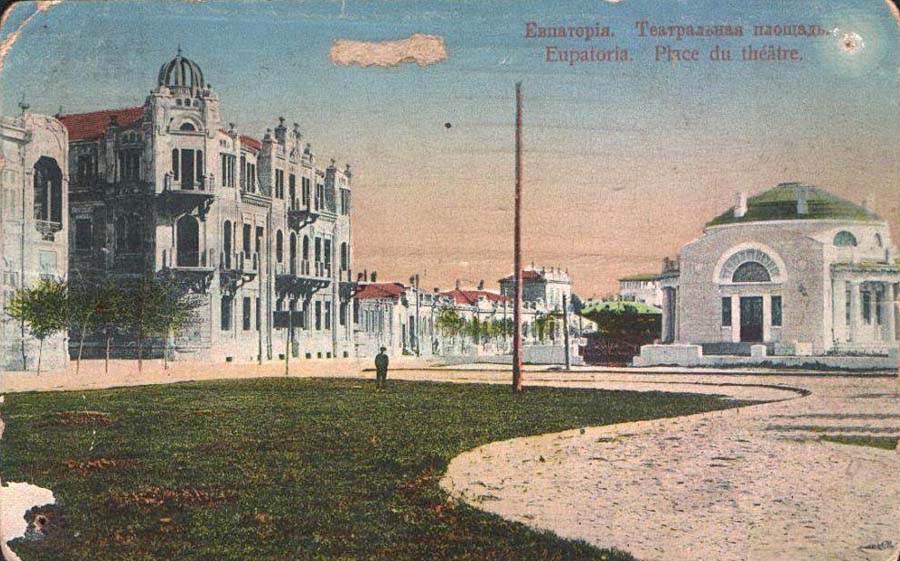
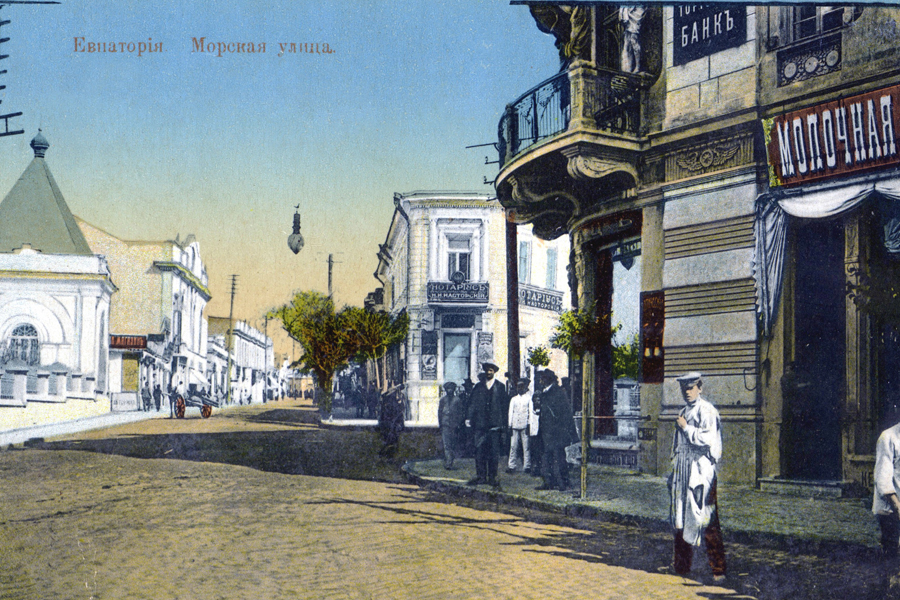
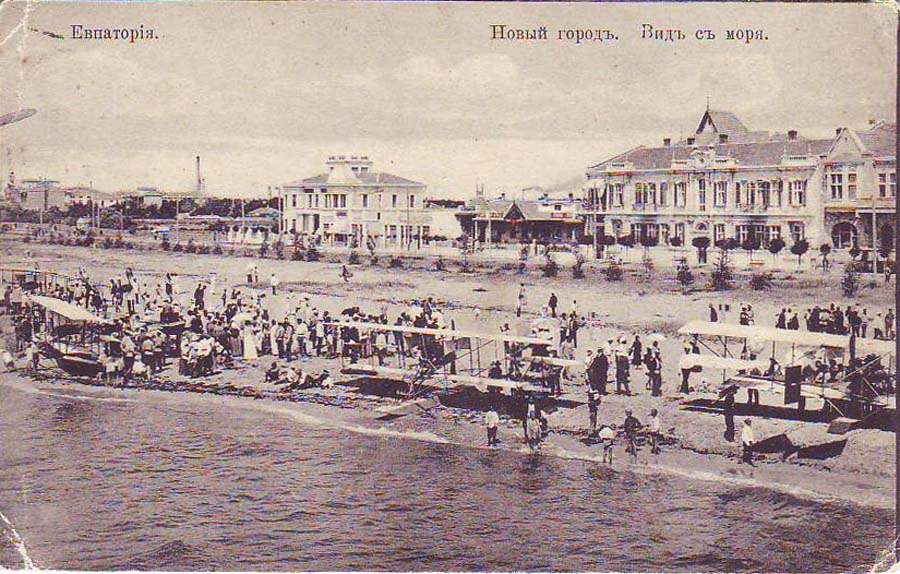
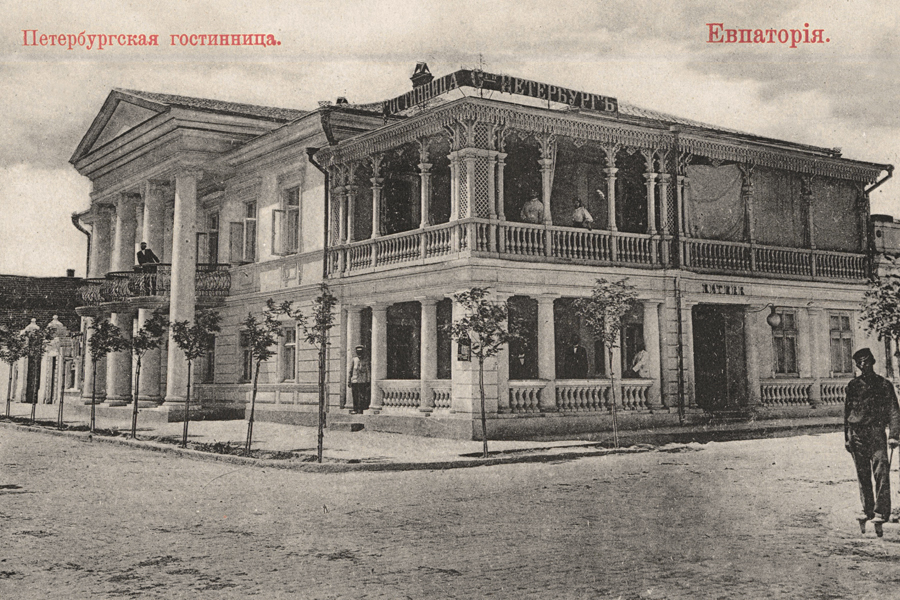

## Demografia
Skład narodowościowy miasta w latach 1897 i 2001 na podstawie danych ze spisów powszechnych Imperium Rosyjskiego i Ukrainy:

- 1897[4]

1. Tatarzy: 8846 (49,38%)
2. Rosjanie: 4715 (26,32%)
3. Żydzi: 1511 (8,44%)
4. Ukraińcy: 1150 (6,42%)
5. Grecy: 919 (5,13%)
6. Ormianie: 347 (1,94%)
7. Niemcy: 213 (1,19%)
8. Polacy: 78 (0,44%)
9. Białorusini: 29 (0,16%)
10. Francuzi: 21 (0,12%)

- 2001

1. Rosjanie: 64,9%
2. Ukraińcy: 23,3%
3. Tatarzy krymscy: 6,9%
4. Białorusini: 1,5%
5. Ormianie: 0,5%
6. Żydzi: 0,4%
7. Tatarzy (z wyłączeniem Tatarów krymskich): 0,2%
8. Polacy: 0,2%
9. Mołdawianie: 0,2%
10. Azerowie: 0,2%

## Zabytki

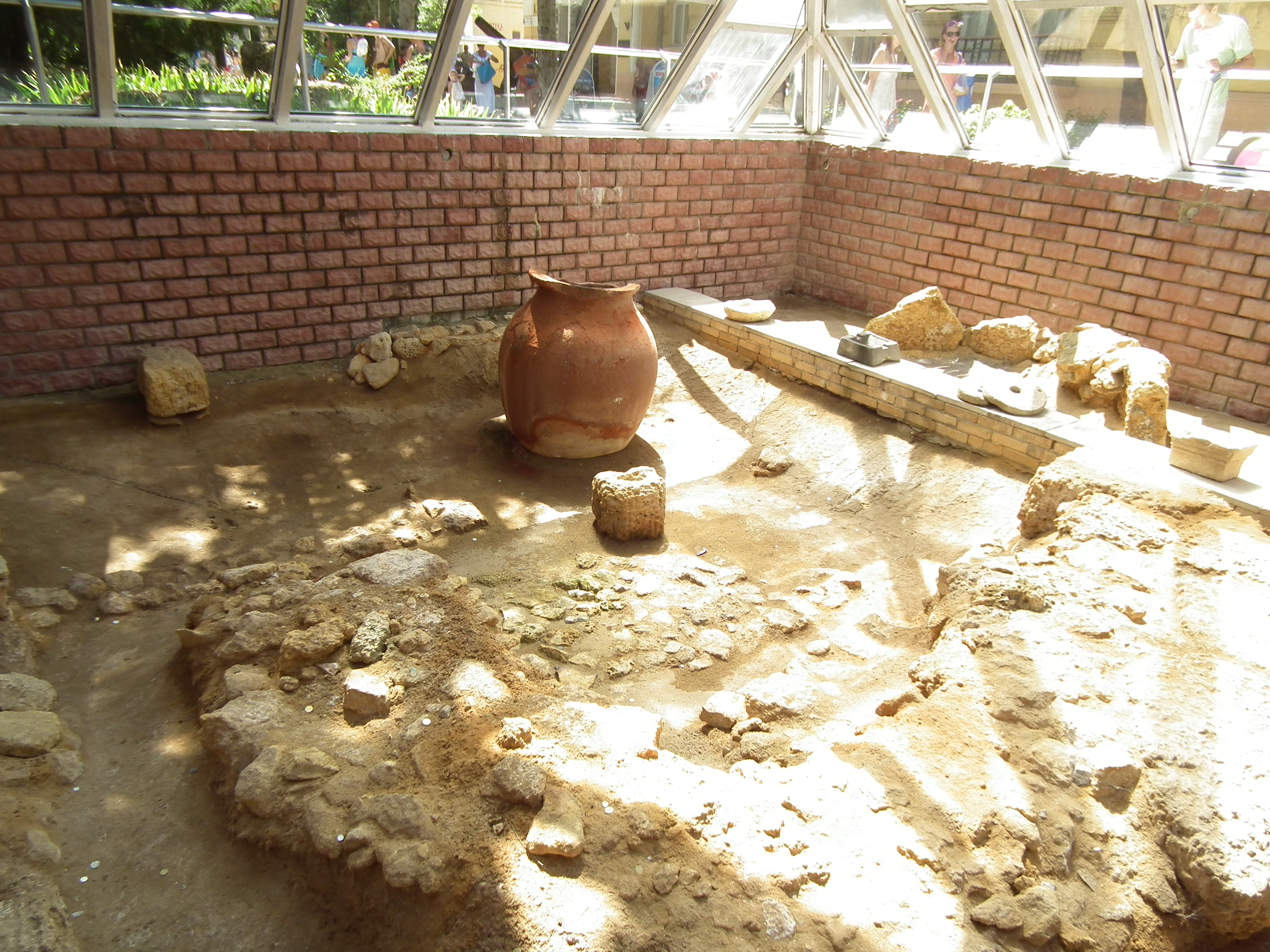
Pozostałości starożytnego greckiego miasta
Stara baszta miejska
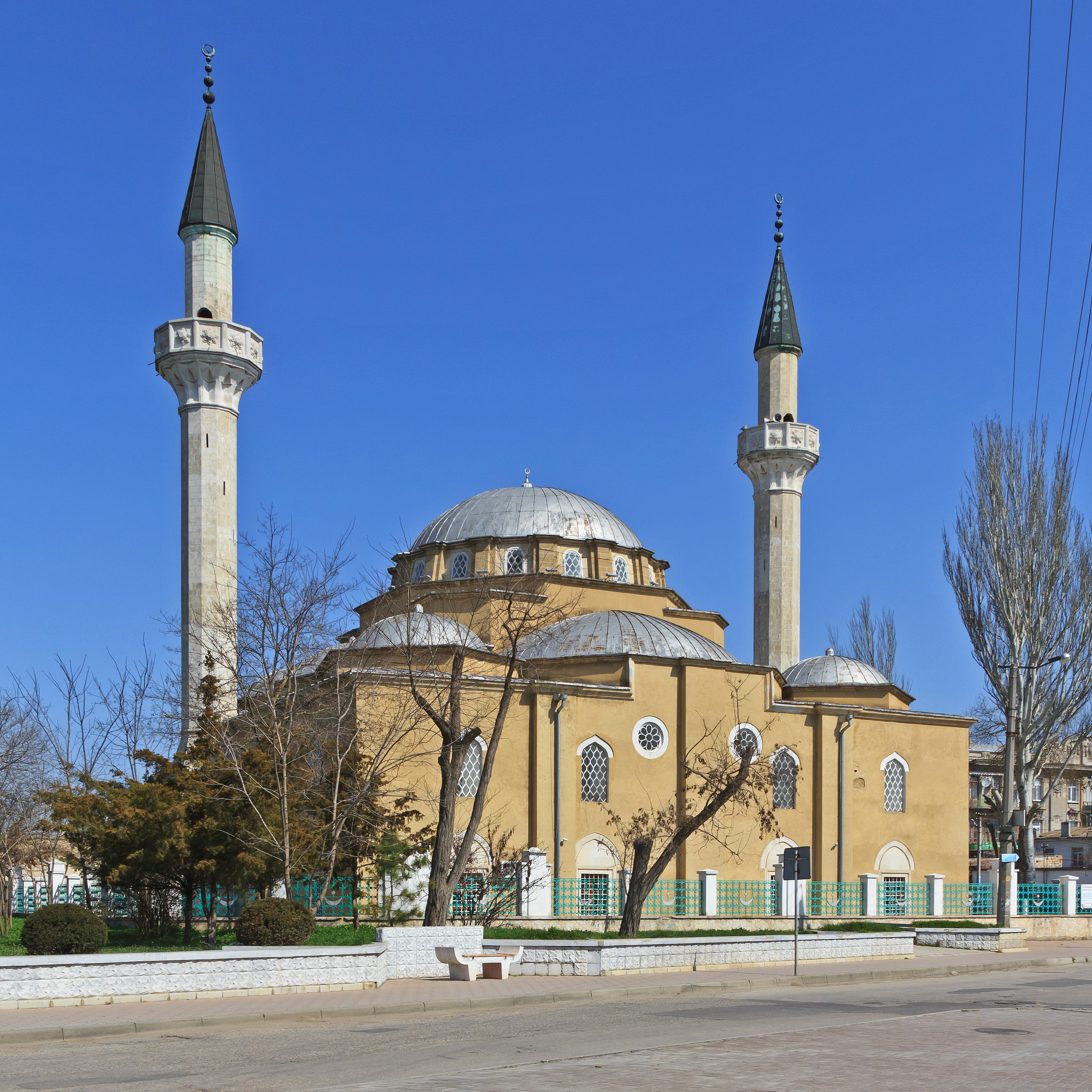
Meczet Piątkowy – Dżuma-Dżami z 1552
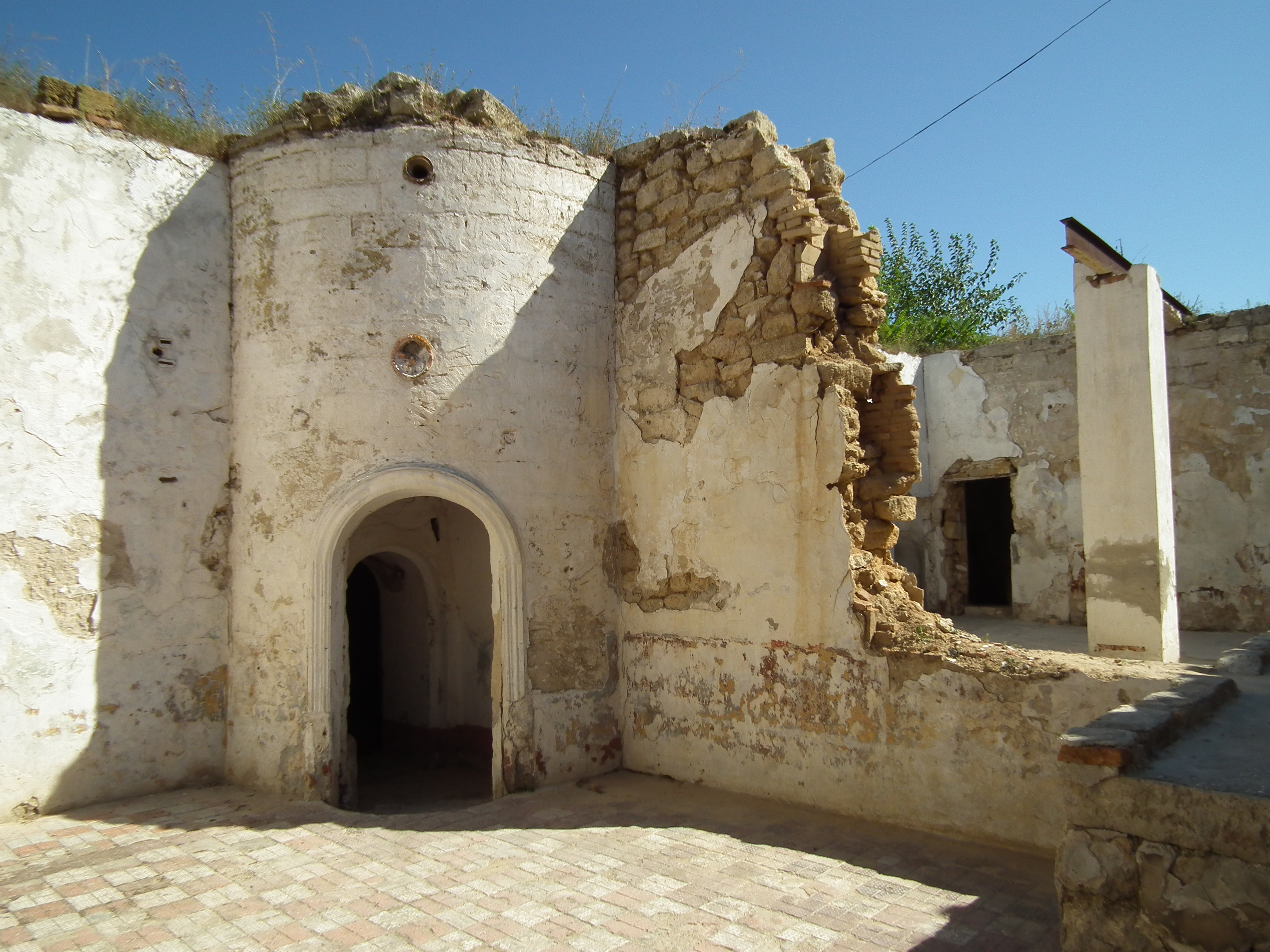
Łaźnia Turecka z XVI w. (w ruinie)
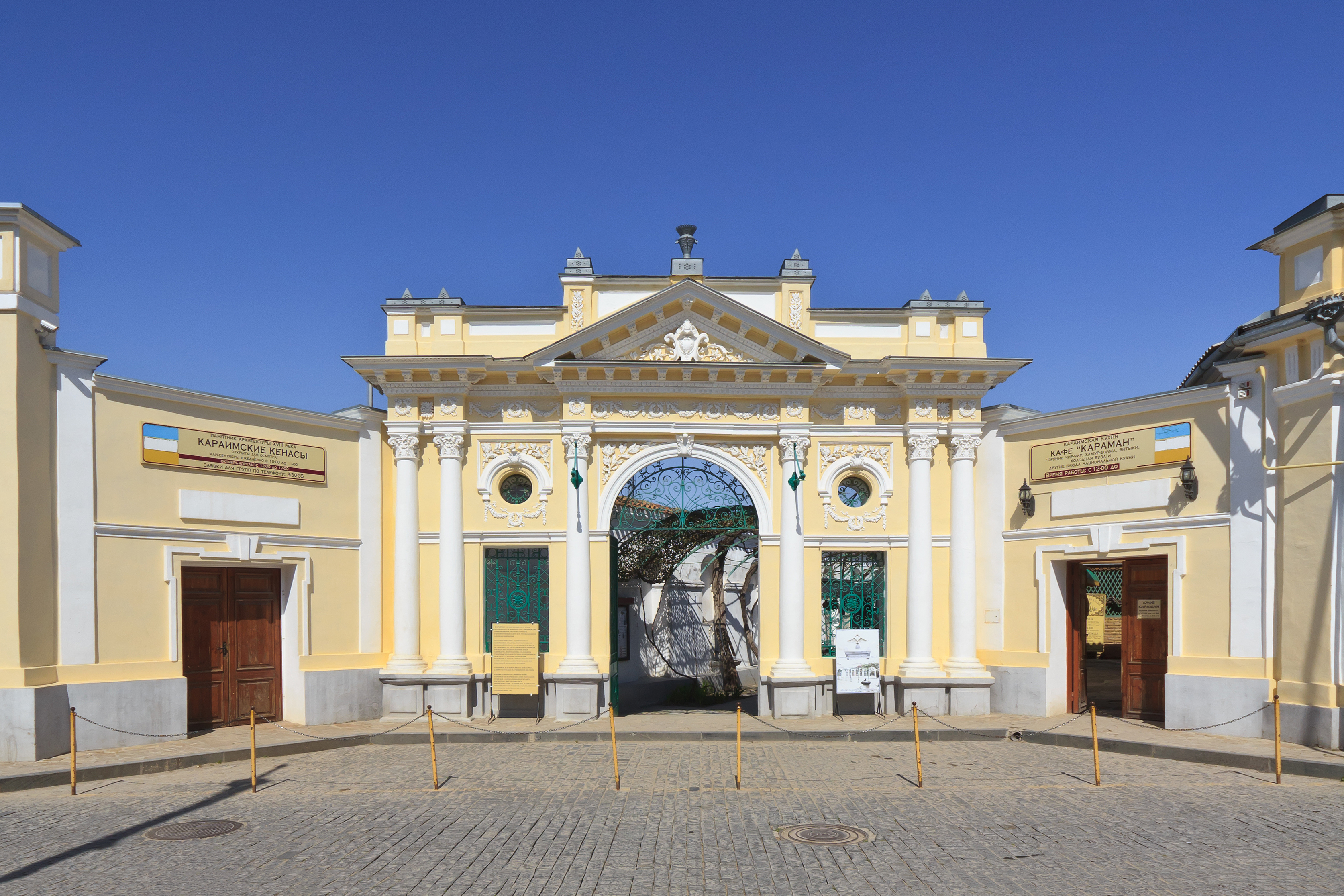
Kienesy w Eupatorii
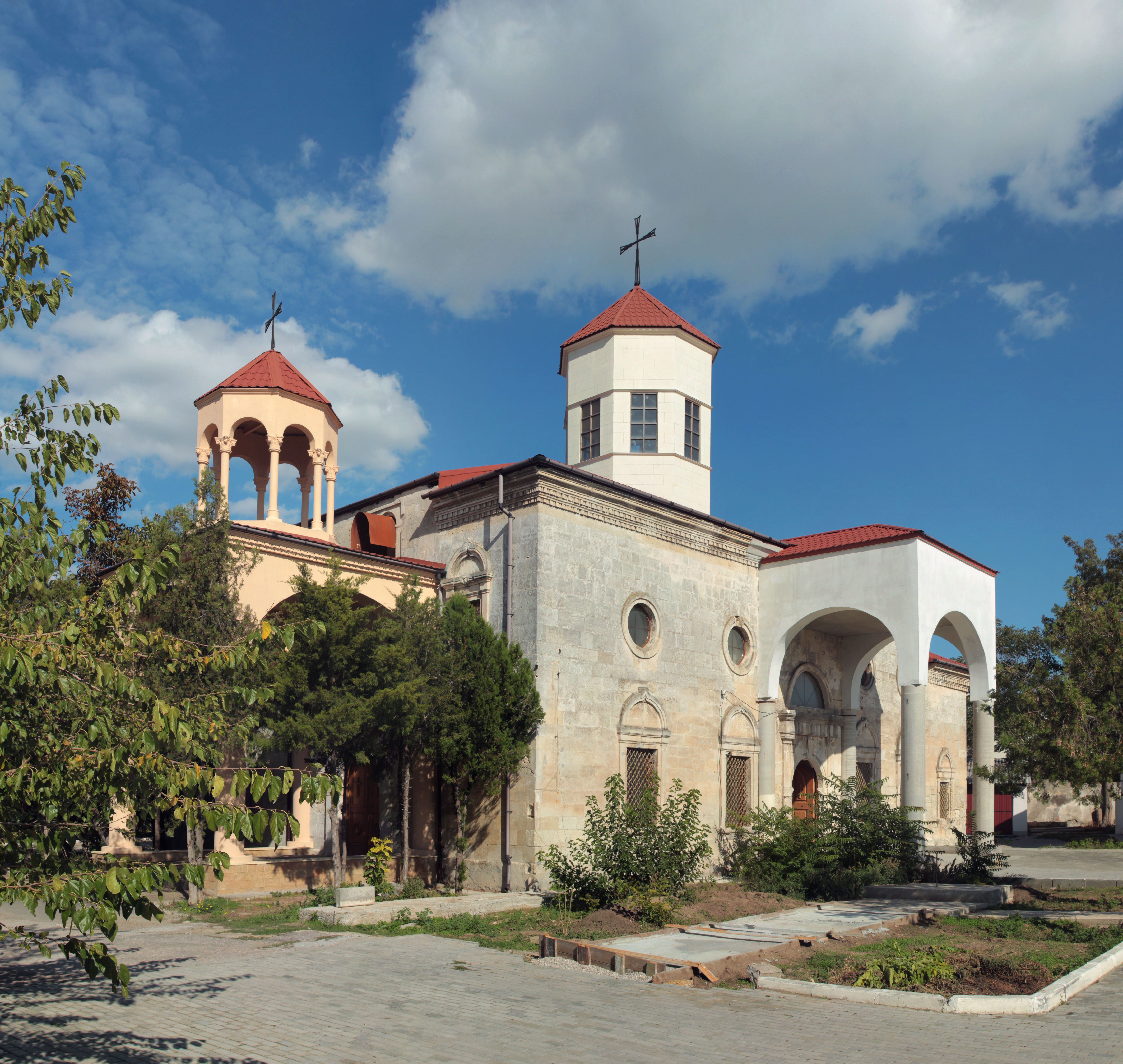
Cerkiew ormiańska z 1830 r.
- Szkoła karaimska z 1895 r.
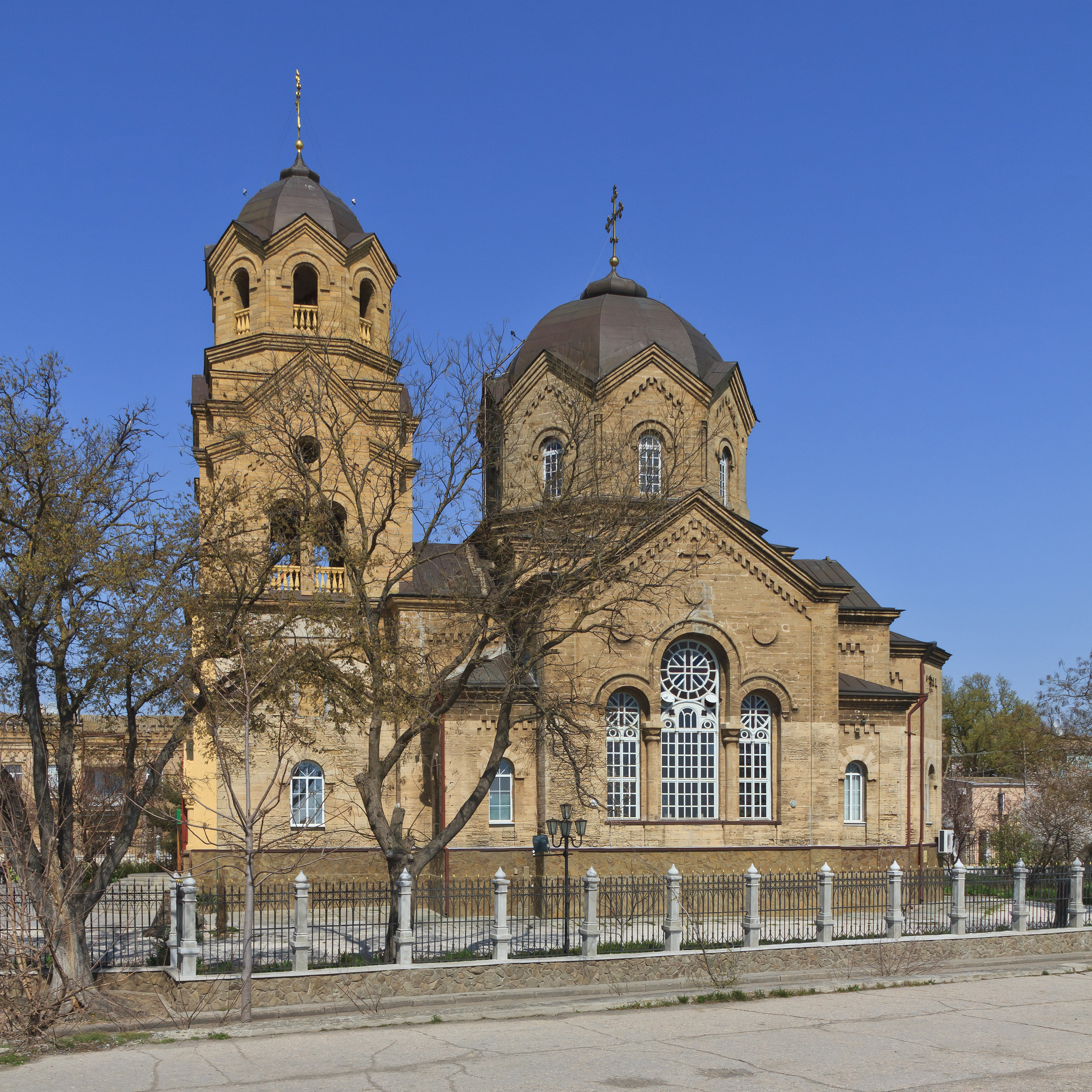
Cerkiew grecka pw. św. Eliasza
- Sobór św. Mikołaja z 1898 r.
- Teatr z 1910 r.
- Synagoga z 1912 r.

- Pozostałości starożytnego greckiego miasta
- Stara baszta miejska
- Meczet Piątkowy
- Łaźnia Turecka
- Kienesy w Eupatorii
- Cerkiew ormiańska
- Cerkiew grecka

## Pozostałe informacje

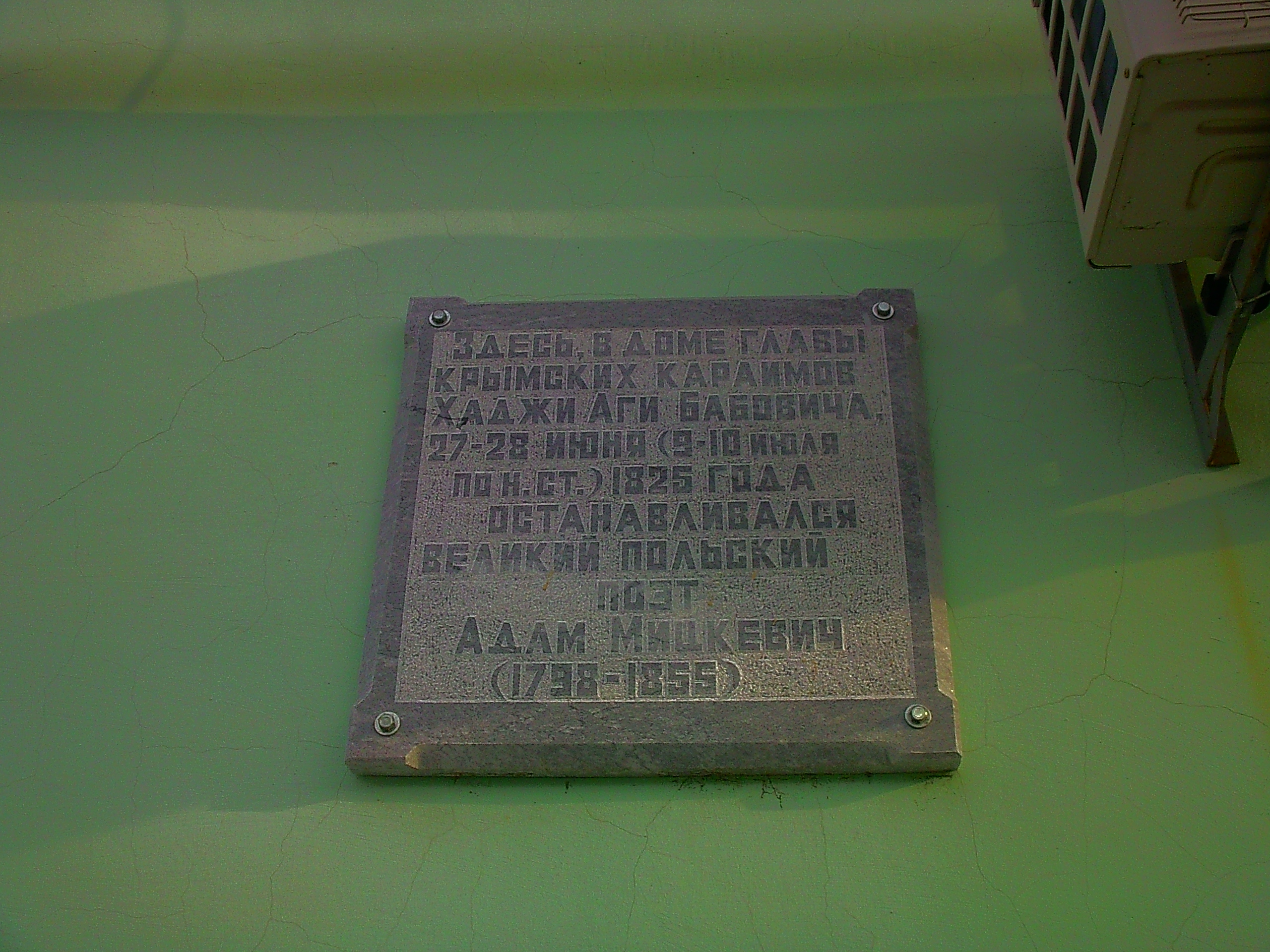
Tablica upamiętniająca pobyt Adama Mickiewicza

- W 1826 w Eupatorii przebywał Adam Mickiewicz. Jego pobyt upamiętnia tablica.
- W Eupatorii znajduje się jedno z największych na świecie skupisk Karaimów.
- W okolicach Eupatorii znajduje się kilka stacji łączności kosmicznej zbudowanych w czasach radzieckich: NIP-10, NIP-16, NIP-22. Służyły do łączności i kontroli radzieckich sond kosmicznych wysyłanych w kierunku Wenus, Marsa i Księżyca (m.in. sondy, która wyniosła pojazd księżycowy Łunochod).
- Z radaru RT-70 w pobliżu Eupatorii wysłana została wiadomość w kierunku gwiazdy HD 10307.
- W Eupatorii urodziła się Zula Pogorzelska – polska śpiewaczka, aktorka filmowa, teatralna i tancerka kabaretowa.

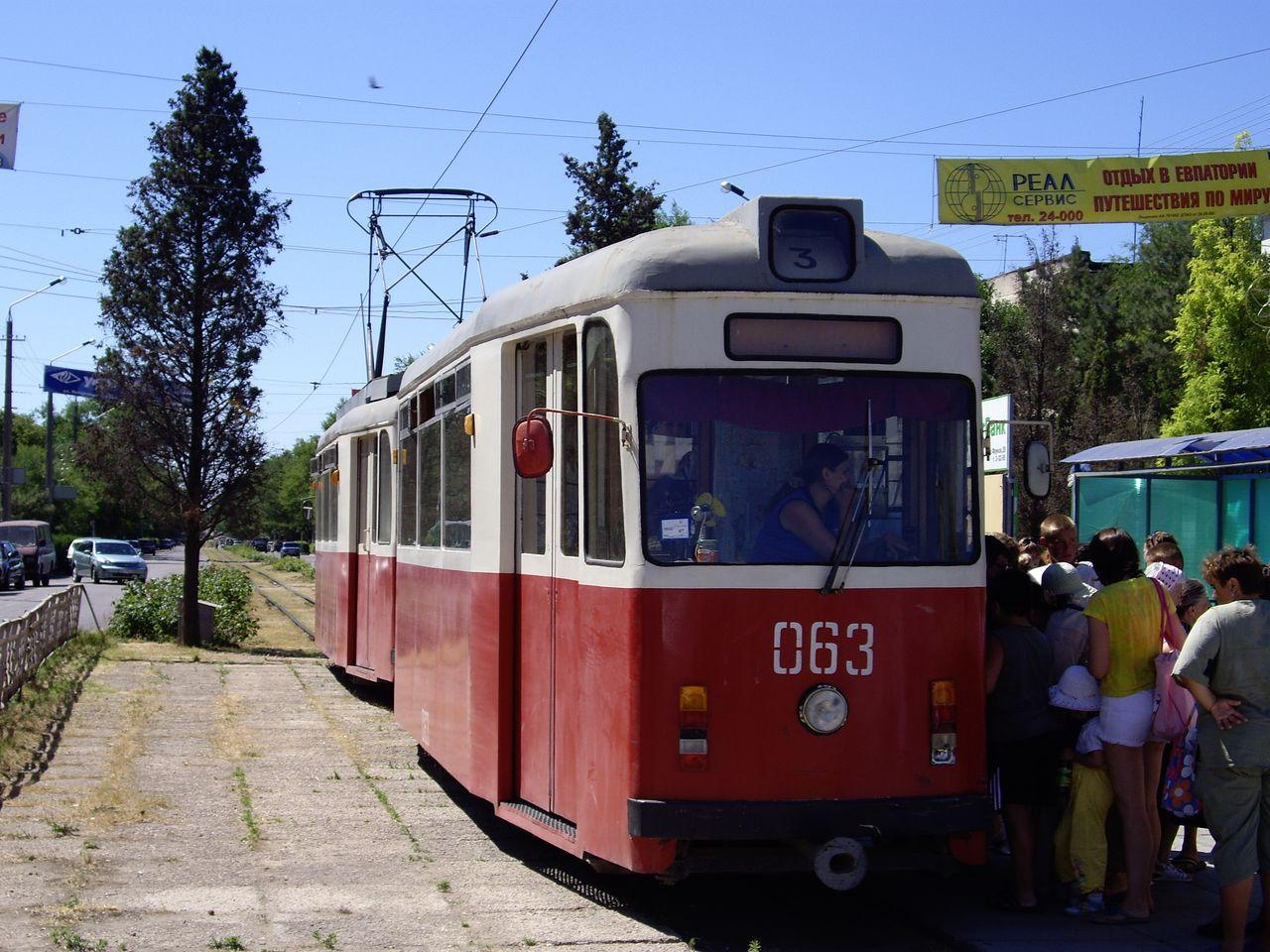
Tramwaje w Eupatorii

## Miasta partnerskie
- Janina, Grecja
- Figueira da Foz, Portugalia
- Ludwigsburg, Niemcy
- Zakintos, Grecja
- Ostrowiec Świętokrzyski, Polska
- Silifke, Turcja
- Rejon krasnogorski, Rosja
- Lamia, Grecja
- Biełgorod, Rosja